# Ligier JS39
La Ligier JS39 è una monoposto di Formula 1, costruita dalla scuderia francese Ligier per partecipare al Campionato mondiale di Formula 1 1993 e 1994.

## Descrizione
La vettura era dotata del motore Renault RS5 da 3.5 litri con architettura V10, già impiegato sulle Williams FW15C e sul prototipo Renault Espace F1.
La monoposto numero 25 era guidata dall'inglese Martin Brundle e la numero 26 da Mark Blundell. Lo sponsor principale era la compagnia di tabacco francese Gitanes. La vettura ha ottenuto 3 podi, i primi dal 1986, e 23 punti nel campionato costruttori.
Ligier nel 1993 mise sotto contratto come collaudatore Éric Bernard,appena ripresosi dal incidente occorso durante un test con Peugeot per la Endurance.
Bernard il 14 Aprile del 1993 con la Ligier JS39 testa le sospensioni attive a Magny-Cours. Bernard nel 1994 era inizialmente un tester,come previsto dal contratto firmato nell'anno precedente della durata di due anni ma l'arresto di Cyril de Rouvre, team principal del team, ha fatto sì che Bernard tornasse in F1 e avesse il ruolo di prima guida ma, ad eccezione del Gran Premio di Germania e del Gran Premio d'Italia, faticherà a riprendere il ritmo gara e nonostante fosse la prima guida del team, la sua vettura non sarà più aggiornata a partire dal Gran Premio successivo a Monaco. Il team ha dato la sua fiducia a Olivier Panis lasciandolo solo così tanto che la Ligier cercò di sostituirlo con JJ Lehto ma solamente grazie al podio fatto nel Circuito di Hockenheim ha fatto sì che continuasse a guidare con la Ligier per altre gare. Prima del Gran Premio d'Europa svoltasi nel Circuito di Jerez,Cesare Fiorio, Team manager del team, chiamò Bernard dicendogli che era stato licenziato ma che scambierà il posto con Johnny Herbert è così lui finì la sua avventura con Ligier.

## Risultati completi in Formula 1
| Anno | Team   | Motore              | Gomme | Piloti   |     |     |     |     |     |     |     |     |     |   |   |     |     |     |    |   | Punti | Pos. |
| ---- | ------ | ------------------- | ----- | -------- | --- | --- | --- | --- | --- | --- | --- | --- | --- | - | - | --- | --- | --- | -- | - | ----- | ---- |
| 1993 | Ligier | Renault RS5 3.5 V10 | G     | Brundle  | Rit | Rit | Rit | 3   | Rit | 6   | 5   | 5   | 14* | 8 | 5 | 7   | Rit | 6   | 9* | 6 | 23    | 5º   |
| 1993 | Ligier | Renault RS5 3.5 V10 | G     | Blundell | 3   | 5   | Rit | Rit | 7   | Rit | Rit | Rit | 7   | 3 | 7 | 11* | Rit | Rit | 7  | 9 | 23    | 5º   |

| Anno | Team   | Motore              | Gomme | Piloti  |     |    |    |     |   |    |     |    |   |    |    |    |    |   |     |    | Punti | Pos. |
| ---- | ------ | ------------------- | ----- | ------- | --- | -- | -- | --- | - | -- | --- | -- | - | -- | -- | -- | -- | - | --- | -- | ----- | ---- |
| 1994 | Ligier | Renault RS6 3.5 V10 | G     | Bernard | Rit | 10 | 12 | Rit | 8 | 13 | Rit | 13 | 3 | 10 | 10 | 7  | 10 |   |     |    | 13    | 6º   |
| 1994 | Ligier | Renault RS6 3.5 V10 | G     | Herbert |     |    |    |     |   |    |     |    |   |    |    |    |    | 8 |     |    | 13    | 6º   |
| 1994 | Ligier | Renault RS6 3.5 V10 | G     | Lagorce |     |    |    |     |   |    |     |    |   |    |    |    |    |   | Rit | 11 | 13    | 6º   |
| 1994 | Ligier | Renault RS6 3.5 V10 | G     | Panis   | 11  | 9  | 11 | 9   | 7 | 12 | Rit | 12 | 2 | 6  | 7  | 10 | SQ | 9 | 11  | 5  | 13    | 6º   |

| Legenda | 1º posto     | 2º posto | 3º posto    | A punti         | Senza punti/Non class.  | Grassetto – Pole position Corsivo – Giro più veloce |
| Legenda | Squalificato | Ritirato | Non partito | Non qualificato | Solo prove/Terzo pilota | Grassetto – Pole position Corsivo – Giro più veloce |

(*) Indica quei piloti che non hanno terminato la gara ma sono ugualmente classificati avendo coperto, come previsto dal regolamento, almeno il 90% della distanza totale.